# Anthurium tenuicaule
Anthurium tenuicaule är en kallaväxtart som beskrevs av Adolf Engler. Anthurium tenuicaule ingår i släktet Anthurium och familjen kallaväxter. Inga underarter finns listade.